# الیکا، بخش لعان-ویرو
الیکا، بخش لعان-ویرو (به لاتین: Allika, Lääne-Viru County) یک روستا در استونی است که در شهرستان لنه-ویرو واقع شده‌است.